# Territorialsystemet
Territorialsystemet är en finländsk härordning, enligt vilken riket för skötseln av bland annat värnpliktsuppbåd, reservövningar, mobilisation, är indelat i militärlän. 
Denna typ av territorialsystem var dock inte i upphovsmannen Leonard Grandells tankar då han 1924 på uppdrag av försvarsrevisionen, den så kallade Hornborgkommittén, utarbetade en plan för truppernas utbildning och mobilisering. Stommen till systemet var dock hämtat från ett förslag till lösning av arméns organisation och frågan om värnpliktstidens längd som utarbetats av överstelöjtnant Aksel Airo 1928–1929. Grandell svarade även för planens förverkligande som chef för Generalstabens organisations- och mobilisationsavdelning från 1928. En förordning om saken utfärdades i december 1932, varefter territorialsystemet infördes i försvarsmakten den 1 maj 1934. Den ursprungliga planen gick bland annat ut på att skyddskårerna skulle fungera som kadertrupper, då fältarmén uppställdes. Systemet visade sig fungera väl vid mobilisationerna 1939 och 1941. Under krigsåren bildade skyddskårsdistrikten och militärdistrikten en del av hemmatrupperna under befäl av generallöjtnant Lauri Malmberg.
I samband med skyddskårernas upplösning enligt vapenstilleståndsavtalet av 1944 återinförde försvarsväsendet det enbart på militärdistrikt baserade territorialsystemet. Detta system har förnyats under årens lopp och fått allt flera uppgifter. År 1993 indelades landet ur försvarssynpunkt i tre militärområden: Norra, Västra och Östra försvarsområdet, vilka i sin tur är indelade i 12 militärlän. Detta innebär att Finlands försvar idag baserar sig på territoriellt lokalförsvar och militär kriskontroll. De lokala trupperna omfattar 7 infanteribrigader, 29 avdelta bataljoner och 170 lokalförsvarsenheter, de nya landskapstrupperna medräknade, vapenslagstrupper och avdelta enheter med syfte att uppnå ett täckande försvar och skydd av viktiga objekt över hela landet.